# Крисп, Дональд
Джордж Уи́льям Крисп (англ. George William Crisp, 27 июля 1882 — 25 мая 1974) — британский актёр, режиссёр, продюсер и сценарист, обладатель премии «Оскар» за лучшую мужскую роль второго плана в 1942 году.

## Биография
Джордж Уильям Крисп родился в пригороде Лондона в многодетной шотландской семье из восьми детей. Своё образование он получил в Оксфордском университете, после чего служил солдатом в 10-м королевском гусарском полку в годы Англо-бурской войны.
В 1906 году Крисп отправился в США. На корабле, перевозившем его, он исполнил во время концерта несколько музыкальных номеров, и тем самым привлёк к себе внимание оперного импресарио Джона С. Фишера, который предложил ему работу у себя. Крисп принял участие в гастролях Фишера в США и на Кубе, после чего решил серьёзно заняться театральной карьерой. В 1910 году, поменяв, к тому времени, имя Джордж на Дональд, Крисп стал работать в качестве режиссёра у известного драматурга и режиссёра Джорджа М. Кохена. В это же время он познакомился с режиссёром Д. У. Гриффитом, с которым в 1912 году уехал в Голливуд, где решил попытать счастье в кино.
С 1908 по 1930 год Дональд Крисп работал в Голливуде в качестве ассистента Гриффита, а также снял 9 собственных кинокартин и появился почти в сотне немых фильмов в небольших ролях. Исключениями стали его работы у Гриффита в фильмах «Рождение нации» в 1915 году и «Сломанные побеги» в 1919 году, где у Криспа были более крупные и заметные роли. В годы Первой мировой войны Дональд Крисп служил в рядах армии союзников, а также в отделе разведки Великобритании.
В 1930 году на экраны вышла его последняя режиссёрская работа — фильм «Сбежавшая невеста», после чего он больше не возвращался к созданию собственных кинолент, обосновав это тем, что устал идти на поводу у продюсеров и брать на работу в свои фильмы их многочисленных родственников. Начавшееся десятилетие стало очень успешным в актёрской карьере Криспа. В те годы он блистательно исполнил множество ярких характерных ролей, включая роли в фильмах «Мятеж на „Баунти“» (1935), «Атака лёгкой кавалерии» (1936), «Удивительный доктор Клиттерхаус» (1938), «Иезавель» (1938), «Грозовой перевал» (1939) и «Морской ястреб» (1940).
С началом Второй мировой войны Дональд Крисп вновь откликнулся на призыв долга, несмотря на то, что его актёрская карьера была на пике успеха, и вступил в резервную армию США, где дослужился до звания полковника. В эти годы он изредка всё же появлялся на экране, сыграв в 1941 году одну из самых памятных своих ролей — Гвилима Моргана в драме Джона Форда «Как зелена была моя долина». Фильм, получивший десять номинаций на премию Американской киноакадемии, принёс Дональду Криспу «Оскара» за лучшую мужскую роль второго плана.
В начале 1950-х годов Крисп достиг небывалого успеха в Голливуде, став там одним из самых влиятельных людей. В течение многих лет он был консультантом, а также председателем финансовой компании «Bank of America», из-за чего многие кинопроекты, понравившиеся Криспу, получили финансовую поддержку этой компании. В последний раз на большом экране Дональд Крисп появился в 1963 году в фильме «Гора Спенсера» с Генри Фондой в главной роли.

## Личная жизнь
Дональд Крисп дважды был женат, и оба его брака завершились разводом. С 1932 по 1944 был женат на известной сценаристке Джейн Мёрфин. Скончался 25 мая 1974 года в возрасте 91 года из-за осложнений после серии инсультов и был похоронен на кладбище Форест-Лаун в калифорнийском городе Глендейл.

## Награды
- Оскар 1942 — «Лучший актёр второго плана» («Как зелена была моя долина»)[2]
- Его большой вклад в киноиндустрию был отмечен звездой на Голливудской аллее славы.

## Фильмография

### Актёр
- 1915 — Рождение нации — генерал Грант
- 1919 — Сломанные побеги — Батлин Барроуз
- 1932 — Красная пыль — Гвидон
- 1935 — Масло для фонарей Китая (англ. Oil for the Lamps of China) — Дж. Т. МакКаржер
- 1935 — Мятеж на «Баунти» — Матрос Томас Бёркит
- 1936 — Атака лёгкой кавалерии — Полковник Кэмпбелл
- 1937 — Та самая женщина — Джек Меррик — старший
- 1938 — Удивительный доктор Клиттерхаус — Инспектор Лейн
- 1938 — Иезавель — доктор Ливингстоун
- 1939 — Грозовой перевал — доктор Кеннет
- 1940 — Морской ястреб — Сэр Джон Берлсон
- 1941 — Как зелена была моя долина — Гвилим Морган
- 1944 — Незваные — Капитан Бич
- 1955 — Длинная серая линия — Старый Мартин

### Режиссёр
- 1914 — Her Father’s Silent Partner
- 1916 — Ramona
- 1918 — Believe Me, Xantippe
- 1920 — Шесть лучших погребов / The Six Best Cellars
- 1921 — Appearances
- 1921 — The Princess of New York
- 1921 — The Bonnie Brier Bush
- 1922 — Tell Your Children
- 1924 — Навигатор / The Navigator
- 1924 — Ponjola
- 1925 — Дон Ку, сын Зорро / Don Q, Son of Zorro (также актёр)
- 1926 — Young April
- 1927 — Dress Parade
- 1928 — Полицейский / The Cop
- 1930 — The Runaway Bride